# Atkinsoniella thaloidea
Atkinsoniella thaloidea är en insektsart som beskrevs av Young 1986. Atkinsoniella thaloidea ingår i släktet Atkinsoniella och familjen dvärgstritar.
Artens utbredningsområde är Myanmar. Inga underarter finns listade i Catalogue of Life.